# Питанги-крошки
Питанги-крошки (лат. Myiozetetes) — род воробьиных птиц из семейства тиранновых. Представители рода распространены в Мексике, Центральной и Южной Америке.

## Список видов
В состав рода включают четыре вида:
- Myiozetetes cayanensis (Linnaeus, 1766) — Краснокрылая питанга-крошка
- Myiozetetes granadensis Lawrence, 1862 — Сероголовая питанга-крошка
- Myiozetetes luteiventris (Sclater, 1858)
- Myiozetetes similis (Spix, 1825) — Красношапочная питанга-крошка

- Краснокрылая питанга-крошка
- Сероголовая питанга-крошка